# Epitoxus ruwenzoricus
Epitoxus ruwenzoricus är en skalbaggsart som beskrevs av Yélamos 1996. Epitoxus ruwenzoricus ingår i släktet Epitoxus och familjen stumpbaggar. Inga underarter finns listade i Catalogue of Life.